# SMS Kaiserin
SMS Kaiserin (Nữ hoàng) là chiếc thứ ba trong lớp thiết giáp hạm Kaiser của Hải quân Đế quốc Đức trong giai đoạn Chiến tranh Thế giới thứ nhất. Kaiserin được đặt lườn vào ngày 26 tháng 1 năm 1910 tại xưởng tàu của hãng Howaldtswerke ở Kiel, được hạ thủy vào tháng 11 năm 1911 và được đưa ra hoạt động cùng hạm đội vào ngày 15 tháng 5 năm 1913. Con tàu được trang bị mười khẩu pháo 30,5 xentimét (12,0 in) được bố trí trên năm tháp pháo nòng đôi, và đạt được tốc độ tối đa 22,1 hải lý trên giờ (40,9 km/h; 25,4 mph). Kaiserin được phân về Hải đội Chiến trận 3, và sau đó là Hải đội Chiến trận 4, của Hạm đội Biển khơi Đức trong hầu hết thời gian của Thế Chiến I
Cùng với các tàu chị em cùng lớp Kaiser, Friedrich der Grosse, König Albert và Prinzregent Luitpold, Kaiserin đã tham gia hầu hết các hoạt động hạm đội chủ yếu trong Thế Chiến I tại biển Bắc, bao gồm trận Jutland vào ngày 31 tháng 5 - 1 tháng 6 năm 1916. Nó cũng hiện diện trong Chiến dịch Albion, cuộc tấn công đổ bộ chiếm các cứ điểm do Nga chiếm giữ tại vịnh Riga trong biển Baltic vào tháng 9 và tháng 10 năm 1917, và trong Trận Heligoland Bight thứ hai vào tháng 11 năm 1917.
Sau khi Đức thua trận trong chiến tranh buộc phải ký Thỏa thuận Ngừng bắn vào tháng 11 năm 1918, Kaiserin cùng với hầu hết Hạm đội Biển khơi bị lưu giữ tại căn cứ Hải quân Anh ở Scapa Flow. Các con tàu bị giải giới, thủy thủ đoàn được rút gọn ở vai trò bảo trì trong khi quá trình thương lượng hòa bình diễn ra để đưa đến Hòa ước Versailles. Vào ngày 21 tháng 6 năm 1919, tư lệnh của hạm đội bị cầm giữ, Chuẩn Đô đốc Ludwig von Reuter, ra lệnh đánh đắm hạm đội nhằm đảm bảo người Anh không thể chiếm các con tàu. Xác tàu đắm của Kaiserin cuối cùng được cho nổi lên vào tháng 5 năm 1936 và được tháo dỡ sau đó.

## Thiết kế và chế tạo

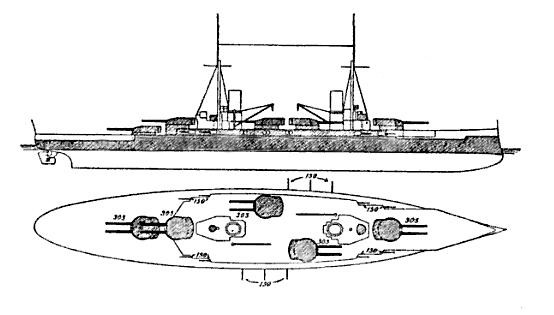
Sơ đồ mô tả lớp Kaiser, vùng màu xám là khu vực của con tàu được bảo vệ bằng vỏ giáp

Được đặt hàng dưới cái tên trong hợp đồng Ersatz Hagen như là sự thay thế cho chiếc hải phòng hạm Hagen đã lạc hậu, Kaiserin được đặt lườn tại xưởng tàu của hãng Howaldtswerke ở Kiel vào tháng 11 năm 1910. Nó được hạ thủy vào ngày 11 tháng 11 năm 1911, và công việc trang bị hoàn tất được tiếp nối sau đó. Một đội công nhân xưởng tàu đã bàn giao con tàu cho Hải quân vào ngày 13 tháng 5 năm 1913; nó được đưa ra hoạt động vào ngày hôm sau. Trong quá trình chạy thử máy, động cơ turbine của con tàu bị hư hại, khiến phải trì hoãn việc hoàn tất nó. Kết quả là Kaiserin chỉ gia nhập hạm đội vào ngày 13 tháng 12 năm 1913.
Con tàu có chiều dài chung 172,4 m (566 ft) và trọng lượng choán nước tối đa 27.000 tấn (27.000 tấn Anh; 30.000 tấn Mỹ); mạn thuyền rộng 29 m (95 ft), độ sâu của mớn nước trước mũi là 9,1 m (30 ft) và sau đuôi là 8,8 m (29 ft). Kaiserin được dẫn động bởi ba bộ turbine Parsons, được cung cấp hơi nước từ 16 nồi hơi đốt than, cho phép đạt được một tốc độ tối đa 22,1 hải lý trên giờ (40,9 km/h; 25,4 mph). Nó mang theo 3.600 tấn (3.500 tấn Anh; 4.000 tấn Mỹ) than, cho phép có được tầm hoạt động tối đa 7.900 hải lý (14.600 km; 9.100 mi) ở tốc độ đường trường 12 kn (22 km/h; 14 mph).
Kaiserin được trang bị dàn pháo chính gồm mười khẩu pháo SK 30,5 cm (12,0 in) L/50 đặt trên năm tháp pháo nòng đôi. Con tàu từ bỏ cách sắp xếp dàn pháo chính hình lục giác không hiệu quả trên các lớp thiết giáp hạm Đức trước đây; thay vào đó, ba trong số năm tháp pháo được bố trí trên trục giữa con tàu, với hai chiếc sắp xếp bắn thượng tầng phía đuôi. Hai tháp pháo còn lại được đặt lệch hình thang giữa tàu, có thể bắn qua mạn. Con tàu còn được trang bị mười bốn khẩu pháo SK 15 cm (5,9 in) L/45 trong các tháp pháo ụ giữa tàu, tám khẩu 8,8 cm (3,5 in) SK L/45 trong các tháp pháo ụ và bốn khẩu 8,8 cm L/45 phòng không. Ngoài ra còn có năm ống phóng ngư lôi 50 cm (20 in), tất cả đều được bố trí trong lườn tàu.

## Lịch sử hoạt động

### Trước chiến tranh
Sau khi được phân về Hải đội Chiến trận 3 vào tháng 12 năm 1913, Kaiserin tham gia các cuộc thực tập huấn luyện hạm đội thường xuyên. Việc thực tập hải đội được tiến hành vào tháng 2 năm 1914, rồi tiếp nối bằng cuộc cơ động hạm đội, cả hai đều được tổ chức tại biển Bắc. Hạm đội lại tiến hành huấn luyện trong tháng 5 tại cả biển Bắc lẫn biển Baltic. Kaiserin rời Đức vào ngày 7 tháng 7 cho chuyến đi mùa Hè hàng năm đến Na Uy, nhưng được gọi quay trở về sớm vào ngày 22 tháng 7 do sự căng thẳng trong quan hệ quốc tế ngày càng leo thang sau vụ Ám sát Đại Công tước Franz Ferdinand tại Sarajevo. Khi quay về đến Đức, Kaiserin đi đến Brunsbüttel vào ngày 24 tháng 7, nơi nó là chiếc thiết giáp hạm đầu tiên băng qua kênh đào Kaiser Wilhelm vừa mới được vét sâu hơn. Chuyến đi đòi hỏi con tàu phải được làm nhẹ bớt, nhưng chỉ trong vòng dưới 12 giờ, Kaiserin đã đi ra khỏi cửa âu tàu tại Holtenau và gặp gỡ hải đội của nó tại Kiel. Ngày 31 tháng 7, toàn bộ hải đội quay trở lại biển Bắc ngang qua kênh đào. Đến nữa đêm 4 tháng 8, với một Hạm đội Grand hùng hậu, Anh tuyên chiến với Đức.
Kaiserin có mặt trong cuộc tiến quân đầu tiên của Hạm đội Đức vào biển Bắc, diễn ra vào ngày 2-3 tháng 11 năm 1914, cho dù không bắt gặp lực lượng Anh nào. Một đợt thứ hai được tiếp nối vào ngày 15-16 tháng 12. Chuyến đi này nằm trong một chiến lược được Đô đốc Friedrich von Ingenohl, Tư lệnh Hạm đội Biển khơi áp dụng. Ông dự định sử dụng các tàu chiến-tuần dương thuộc Đội Tuần tiễu 1 dưới quyền Chuẩn Đô đốc Franz von Hipper sẽ bắn phá các thị trấn dọc theo bờ biển Anh nhằm thu hút một phần lực lượng của Hạm đội Grand Anh Quốc ra xa, nơi chúng sẽ bị Hạm đội Biển khơi tiêu diệt. Sáng sớm ngày 15 tháng 12, hạm đội rời cảng tiến hành cuộc bắn phá Scarborough, Hartlepool và Whitby. Chiều tối hôm đó, hạm đội chiến trận Đức với khoảng 12 thiết giáp hạm dreadnought, trong đó có Kaiserin và bốn tàu chị em với nó, cùng 8 thiết giáp hạm tiền-dreadnought, đã tiếp cận ở khoảng cách 10 nmi (19 km; 12 mi) với một hải đội Anh biệt lập bao gồm sáu thiết giáp hạm. Tuy nhiên, các cuộc đụng độ lẻ tẻ giữa lực lượng tàu khu trục hộ tống của hai bên trong bóng tối đã khiến Đô đốc von Ingenohl tin rằng ông đang phải đối đầu với toàn bộ Hạm đội Grand. Tuân theo chỉ thị của Kaiser Wilhelm II tránh không được mạo hiểm hạm đội một cách không cần thiết, von Ingenohl ra lệnh tách ra khỏi trận chiến và quay mũi hạm đội đội chiến trận trở về Đức.
Kaiserin di chuyển đến biển Baltic cho một lượt huấn luyện hải đội từ ngày 3 đến ngày 29 tháng 1 năm 1915. Khi quay trở lại biển Bắc, nó vào ụ tàu tại Wilhelmshaven cho một đợt đại tu định kỳ, vốn kéo dài từ ngày 31 tháng 1 đến ngày 20 tháng 2. Sau khi chiếc Blücher bị mất trong Trận Dogger Bank vào tháng 1 năm 1915, Kaiser cách chức Đô đốc von Ingenohl vào ngày 2 tháng 2, được Đô đốc Hugo von Pohl thay thế trong vai trò tư lệnh hạm đội. Von Pohl tiếp tục chiến lược càn quét vào biển Bắc để tiêu diệt những đơn vị Anh biệt lập. Một loạt các cuộc tiến quân hạm đội được tiến hành trong năm 1915. Kaiserin cùng phần còn lại của hạm đội đã xuất quân để hỗ trợ cho Đội Tuần tiễu 2 thực hiện một chiến dịch rải mìn vào ngày 17-18 tháng 5. Không đầy hai tuần sau, vào ngày 29-30 tháng 5, hạm đội dự định tiến hành cuộc càn quét vào biển Bắc, nhưng hoàn cảnh thời tiết khắc nghiệt đã buộc Đô đốc Pohl phải hủy bỏ chiến dịch khi chỉ còn cách 50 nmi (93 km; 58 mi) ngoài khơi Schiermonnikoog. Hạm đội đã ở lại căn cứ cho đến ngày 10 tháng 8, khi nó di chuyển đến phía Bắc Helgoland hỗ trợ cho chuyến quay về của chiếc tàu tuần dương phụ trợ Meteor. Một tháng sau, vào ngày 11-12 tháng 9, hạm đội hỗ trợ cho một hoạt động rải mìn khác ngoài khơi Swarte Bank. Hoạt động cuối cùng trong năm là vào ngày 23-24 tháng 10, khi hạm đội xuất quân về hướng Horns Reef mà không gặp sự kiện gì. Hải đội Chiến trận 3 tiến hành một lượt huấn luyện tại biển Baltic trong các ngày 5 đến 20 tháng 12.
Nhiệm kỳ của von Pohl dưới tư cách Tư lệnh Hạm đội khá ngắn ngủi; vào tháng 1 năm 1916, chứng bệnh ung thư gan đã khiến ông suy yếu đến mức không thể thi hành nhiệm vụ. Ông được Phó đô đốc Reinhard Scheer thay thế vào ngày 11 tháng 1. Scheer đề xuất một chiến lược tích cực tấn công hơn nhằm đưa đến một cuộc đối đầu với Hạm đội Grand Anh Quốc; ông nhận được sự chuẩn thuận của Kaiser vào tháng 2. Chiến dịch đầu tiên của Scheer được thực hiện trong tháng tiếp theo, vào ngày 5-7 tháng 3, với một cuộc càn quét Hoofden không mang lại kết quả. Kaiserin cũng hiện diện trong một cuộc tiến quân đến Amrun Bank vào ngày 2-3 tháng 4. Một đợt tiến quân khác đến Horns Reef được tiếp nối vào ngày 21-22 tháng 4.

### Trận Jutland

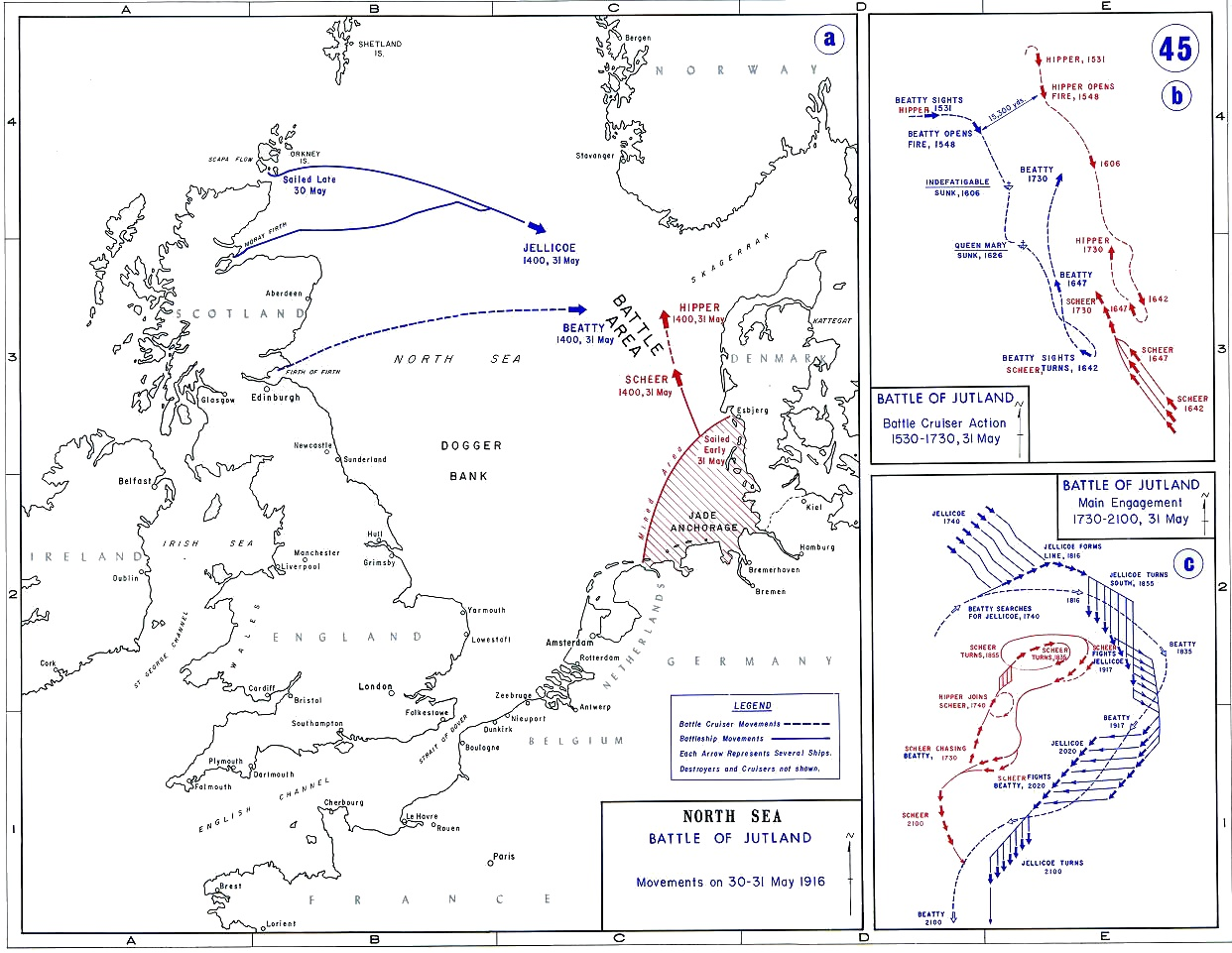
Bản đồ trình bày sự cơ động của hạm đội Anh (xanh) và Đức (đỏ) trong ngày 31 tháng 5–1 tháng 6 năm 1916.

Kaiserin đã có mặt trong cuộc xuất quân của hạm đội vốn đã đưa đến trận Jutland vào ngày 31 tháng 5 - 1 tháng 6 năm 1916. Một lần nữa Hạm đội Đức tìm cách thu hút một phần biệt lập Hạm đội Grand để tiêu diệt chúng trước khi thành phần chủ lực có thể trả đũa. Trong chiến dịch, Kaiserin là chiếc thứ hai thuộc Đội 6 trong đội hình Hải đội Chiến trận 3 và là chiếc thứ bảy trong hàng, ngay sau Kaiser và dẫn trước Prinzregent Luitpold. Đội 6 chỉ xếp phía sau Đội 5 bao gồm bốn chiếc lớp König. Tám thiết giáp hạm thuộc các lớp Helgoland và Nassau hình thành Đội 1 và Đội 2 của Hải đội Chiến trận 1, đi tiếp nối phía sau Hải đội Chiến trận 3. Và cuối cùng là sáu thiết giáp hạm-tiền dreadnought cũ thuộc các Đội 3 và Đội 4 của Hải đội Chiến trận 2 đi bọc hậu.
Không lâu trước 16 giờ 00, các tàu chiến-tuần dương thuộc Đội Tuần tiễu 1 đối đầu với Hải đội Tàu chiến-Tuần dương 1 Anh Quốc dưới quyền chỉ huy của Đô đốc David Beatty. Các lực lượng đối địch bắt đầu một cuộc đấu pháo, vốn đã đưa đến việc phá hủy chiếc HMS Indefatigable không lâu sau 17 giờ 00, rồi đến lượt HMS Queen Mary không đầy nữa giờ sau đó. Lúc 16 giờ 19 phút, Kaiserin bị buộc phải tắt tạm thời turbine của trục giữa do bộ ngưng tụ bắt đầu bị rò rỉ; tuy nhiên, thủy thủ đã tái khởi động lại động cơ trước khi nó bước vào tác chiến. Vào lúc này, các tàu chiến-tuần dương Đức di chuyển về phía Nam nhằm thu hút các tàu chiến Anh về phía lực lượng chủ lực của Hạm đội Biển khơi. Đến 17 giờ 30, thiết giáp Đức dẫn đầu König nhìn thấy cả Đội Tuần tiễu 1 của Đức bên mạn phải và Hải đội Tàu chiến-tuần dương 1 của Anh bên mạn trái. Đến 17 giờ 45 phút, Scheer ra lệnh bẻ lái 2 point (22,5°) sang mạn trái để đưa các con tàu của ông đến gần hơn các tàu chiến-tuần dương Anh, và một phút sau lệnh khai hỏa được đưa ra.
Lúc khoảng 17 giờ 40 phút, tàu tuần dương hạng nhẹ Anh Nottingham phóng một quả ngư lôi duy nhất nhắm vào Kaiserin ở tầm xa tối đa 16.500 yd (15.100 m), vốn đã không đi đến mục tiêu. Sau khi Scheer ra lệnh nổ súng, Kaiserin đã đối đầu trong một lúc ngắn với tàu chiến-tuần dương New Zealand nhưng không bắn trúng phát nào; và đến 17 giờ 54 phút, New Zealand cùng các tàu chiến-tuần dương Anh khác gia tăng tốc độ đi ra khỏi tầm bắn. Các tàu khu trục Anh Nestor và Nomad, vốn đã bị đánh hỏng trước đó trong trận chiến, nằm chắn ngay trên hướng đi của Hạm đội biển khơi. Kaiserin cùng ba tàu chị em nổ súng nhắm vào Nomad với dàn pháo hạng hai trong khi các thiết giáp hạm của Hải đội 1 kết liễu Nestor. Lúc khoảng 19 giờ 00, hàng chiến trận Đức đụng độ với nhiều tàu chiến thuộc Hải đội Tuần dương nhẹ 2 của Anh. Kaiserin đã bắn ba loạt đạn pháo vào một tàu tuần dương bốn ống khói đối phương không rõ tung tích, nhưng không trúng đích.
Không lâu sau 19 giờ 00, tàu tuần dương Đức Wiesbaden bị đánh hỏng bởi một quả đạn pháo từ chiếc tàu chiến-tuần dương Anh Invincible; Chuẩn Đô đốc Behncke trên chiếc König tìm cách cơ động Hải đội Chiến trận 3 để bảo vệ cho chiếc tàu tuần dương bị bắn trúng. Nhưng cùng lúc đó, các hải đội tuần dương nhẹ 3 và 4 của Anh bắt đầu một cuộc tấn công bằng ngư lôi vào hàng chiến trận Đức; trong khi tiến đến đủ khoảng cách để phóng ngư lôi, chúng tấn công Wiesbaden bằng hỏa lực của dàn pháo chính. Tám thiết giáp hạm thuộc Hải đội 3 nhắm vào các tàu tuần dương Anh, nhưng việc chịu đựng hỏa lực pháo hạng nặng của thiết giáp hạm đối phương không đủ để đánh đuổi các tàu tuần dương Anh. Các tàu tuần dương bọc thép Defence, Warrior và Black Prince tham gia vào cuộc tấn công nhằm kết liễu Wiesbaden đã bị hư hại. Từ 19 giờ 14 phút đến 19 giờ 17 phút, nhiều thiết giáp hạm và tàu chiến-tuần dương đã nổ súng vào Defence và Warrior. Kaiserin thoạt tiên đối đầu với một trong số thiết giáp hạm của Hải đội Chiến trận 5 Anh Quốc và đã bắn trúng một phát, có thể là Malaya căn cứ theo nhật ký hải trình của Kaiserin. Sau ba phút nổ súng vào Malaya, Kaiserin chuyển hỏa lực sang Defence. Defence bị bắn trúng liên tiếp nhiều phát đạn pháo hạng nặng từ các thiết giáp hạm dreadnought Đức khác; một loạt đạn pháo đã xuyên thủng hầm đạn của con tàu, và một vụ nổ lớn đã phá hủy chiếc tàu tuần dương. Sau khi Defence phát nổ, Kaiserin chuyển hỏa lực của nó vào một mục tiêu được tin là tàu chiến-tuần dương Anh Tiger; tuy nhiên hoàn cảnh sương mù nặng đã buộc Kaiserin ngừng bắn chỉ sau hai loạt đạn pháo.
Đến 20 giờ 00, hàng chiến trận Đức được lệnh quay mũi toàn bộ 180° về phía Đông để tách ra khỏi hạm đội Anh. Được tiến hành dưới làn hỏa lực đối phương nặng nề, cú cơ động này đã khiến hạm đội Đức trở nên lộn xộn. Kaiserin tiến đến quá gần Prinzregent Luitpold và bị buộc phải tách ra khỏi hàng sang mạn phải để tránh va chạm, Chiếc sau này lại chạy song song với Kaiserin ở tốc độ cao. Kết quả là Kaiserin phải ở lại ngoài hàng không thể quay trở lại vị trí được phân công. Cú đổi hướng cũng làm đảo ngược thứ tự hàng hạm đội Đức; Kaiserin giờ đây là chiếc thứ bảy kể từ phía sau hàng chiến trận Đức. Cuối cùng đến khoảng 23 giờ 30 phút, hạm đội Đức cũng tái tổ chức thành đội hình di chuyển ban đêm; Kaiserin là chiếc thứ 11 giữa đội hình 24 chiếc.
Sau một loạt các cuộc đụng độ ban đêm giữa những thiết giáp hạm thuộc Hải đội 1 và các tàu khu trục Anh, Hạm đội Biển khơi Đức xuyên qua được các lực lượng hạng nhẹ Anh và về đến Horns Reef lúc 04 giờ 00 ngày 1 tháng 6. Hạm đội Đức đến được Wilhelmshaven vài giờ sau đó; nơi các thiết giáp hạm thuộc Hải đội 1 chiếm lấy các vị trí phòng thủ bên ngoài vũng biển, và Kaiserin, Kaiser, Prinzregent Luitpold cùng Kronprinz trực chiến bên ngoài các lối ra vào Wilhelmshaven. Phần còn lại của hạm đội đi vào cảng Wilhelmshaven, nơi những chiếc còn có khả năng chiến đấu được tiếp than và tiếp đạn dược. Trong quá trình trận chiến, Kaiserin đã bắn 160 quả đạn pháo hạng nặng và 135 quả đạn pháo hạng hai; nó thoát ra khỏi trận chiến mà không bị hư hại gì.

### Các hoạt động tiếp theo
Vào đầu tháng 8, Kaiserin cùng phần còn lại của Hải đội Chiến trận 3 tiến hành huấn luyện tại biển Baltic. Vào ngày 18 tháng 8, Đô đốc Scheer dự định lặp lại kế hoạch như vào ngày 31 tháng 5; hai chiếc tàu chiến-tuần dương còn hoạt động được của Đức Moltke và Von der Tann, được hỗ trợ bởi ba thiết giáp hạm dreadnought, sẽ tham gia cuộc bắn phá thị trấn ven biển Sunderland nhằm lôi kéo và tiêu diệt các tàu chiến-tuần dương của Beatty. Phần còn lại của hạm đội, bao gồm Kaiserin, sẽ theo sau bảo vệ. Trên đường đi đến bờ biển Anh, Scheer chuyển hướng lên phía Bắc sau một báo cáo sai lầm từ một khí cầu zeppelin về một đơn vị Anh trong khu vực. Vì vậy việc bắn phá đã không được tiến hành; và đến 14 giờ 35 phút, Scheer được cảnh báo về sự xuất hiện của Hạm đội Grand, nên đã quay mũi lực lượng của mình rút lui trở về các cảng Đức.
Một cuộc tiến quân hạm đội khác được tiếp nối vào ngày 18-20 tháng 10, nhưng nó kết thúc mà không bắt gặp đơn vị Anh nào. Hai tuần sau, vào ngày 4 tháng 11, Kaiserin tham gia một cuộc viễn chinh đến bờ biển phía Tây Đan Mạch để hỗ trợ cho hai chiếc tàu ngầm U-boat U-20 và U-30 bị mắc cạn tại đây. Đến ngày 1 tháng 12, Hạm đội Biển khơi được tái tổ chức: bốn chiếc lớp König tiếp tục ở lại Hải đội Chiến trận 3 cùng với thiết giáp hạm Bayern vừa mới đưa vào hoạt động, trong khi năm chiếc lớp Kaiser bao gồm Kaiserin được chuyển sang Hải đội Chiến trận 4 vừa mới được thành lập. Trong khi đi qua kênh đào Kaiser Wilhelm vào ngày 14 tháng 3 năm 1917, Kaiserin bị mắc cạn. Một trong các sống lườn tàu của nó bị hư hại, và nó bị ngập khoảng 280 t (280 tấn Anh; 310 tấn Mỹ) nước. Việc sửa chữa được tiến hành tại Xưởng tàu Đế chế tại Kiel từ ngày 15 đến ngày 18 tháng 3. Kaiserin quay trở lại biển Bắc vào ngày 30 tháng 3, và tiếp tục ở lại đây làm nhiệm vụ canh phòng cho đến ngày8 tháng 6. Đến ngày 9 tháng 6, nó đi đến biển Baltic cho một loạt các cuộc thực tập kéo dài một tháng, vốn hoàn tất vào ngày 2 tháng 7. Nó quay trở lại nhiệm vụ canh phòng tại German Bight vào ngày 3 tháng 7 và tiếp tục vai trò này cho đến ngày 11 tháng 9, khi Kaiserin được cho tách ra để tham gia một đơn vị đặc biệt trong Chiến dịch Albion.

### Chiến dịch Albion

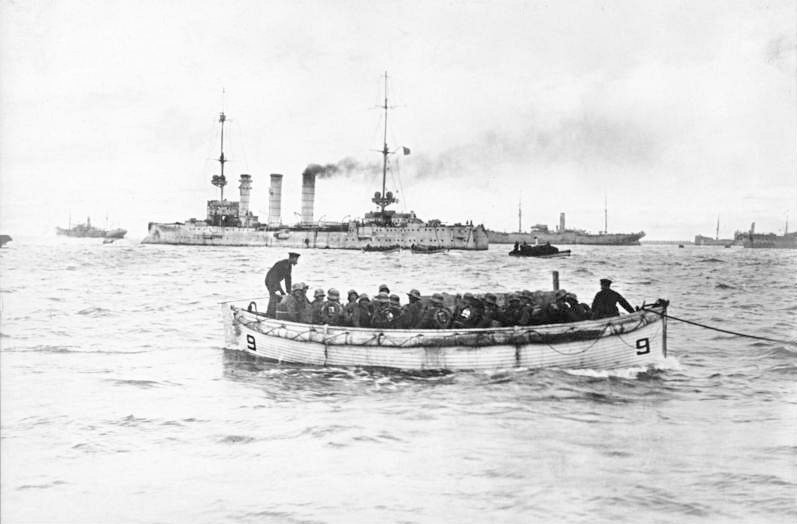
Lực lượng Đức đổ bộ tại Ösel

Vào đầu tháng 9 năm 1917, sau khi Đức chiếm được cảng Riga của Nga, Hải quân Đức quyết định xóa sổ lực lượng Hải quân Nga vốn còn đang trụ lại vịnh Riga. Nhằm mục đích này, Bộ Tổng Tư lệnh Hải quân (Admiralstab) vạch ra một chiến dịch nhằm chiếm đảo Ösel, đặc biệt nhắm vào các khẩu đội pháo Nga trên bán đảo Sworbe. Ngày 18 tháng 9, mệnh lệnh được đưa ra cho một chiến dịch phối hợp Lục-Hải quân nhằm chiếm các đảo Ösel và Moon; lực lượng hải quân tham gia chiến dịch được đưa về Đơn vị Đặc biệt, bao gồm soái hạm Moltke cùng các hải đội chiến trận 3 và 4 của Hạm đội Biển khơi. Cùng với chín tàu tuần dương hạng nhẹ, ba chi hạm đội tàu phóng ngư lôi cùng nhiều tàu rải mìn và tàu quét mìn, toàn bộ lực lượng bao gồm khoảng 300 tàu chiến, được sự hỗ trợ của trên 100 máy bay và sáu khí cầu zeppelin. Lực lượng tấn công gồm khoảng 24.600 sĩ quan và binh sĩ. Đối đầu với lực lượng Đức là các thiết giáp hạm tiền-dreadnought cũ của Nga Slava và Tsarevitch, các tàu tuần dương bọc thép Bayan, Admiral Makarov và Diana, 26 tàu khu trục, nhiều tàu phóng lôi và pháo hạm, cùng một lực lượng đồn trú tại Ösel với khoảng 14.000 người cùng các khẩu đội pháo phòng thủ duyên hải.
Chiến dịch bắt đầu vào sáng ngày 12 tháng 10, khi Moltke cùng Hải đội Chiến trận 3 bắn phá các vị trí Nga trong vịnh Tagga. Cùng lúc đó, Kaiserin và phần còn lại của Hải đội Chiến trận 4 nổ súng vào các khẩu đội pháo bờ biển trên bán đảo Sworbe thuộc đảo Ösel. Kaiserin cùng với Kaiser và Prinzregent Luitpold được giao nhiệm vụ áp chế các khẩu pháo bờ biển Nga tại Hundsort vốn đã nhắm bắn vào Moltke. Các con tàu khai hỏa lúc 05 giờ 44 phút, và đến 07 giờ 45 phút, phía Nga ngừng bắn và lực lượng Đức bắt đầu tiến vào bờ. Hai ngày sau, Phó Đô đốc Wilhelm Souchon, Tư lệnh Hải đội Chiến trận 4, rời vịnh Tagga cùng với Kaiserin, Friedrich der Grosse và Prinzregent Luitpold để hỗ trợ cho lực lượng Đức trên bộ tiến quân trên bán đảo Sworbe. Kaiserin được phân nhiệm vụ trấn áp một khẩu đội pháo Nga tại Zerel, cho dù sương mù nặng đã trì hoãn việc nó tấn công mục tiêu. Phía Nga khai hỏa trước, và nhanh chóng bị Kaiserin và König Albert đáp trả. Friedrich der Grosse cũng đến để trợ giúp các tàu chị em; ba chiếc thiết giáp hạm đã bắn tổng cộng 120 quả đạn pháo hạng nặng trong vòng một giờ. Loạt đạn pháo thứ tư của phía Nga vây bọc chung quanh Kaiserin, buộc nó phải bẻ lái để né tránh hỏa lực Nga. Hỏa lực áp đảo từ các tàu chiến Đức đã buộc hầu hết pháo thủ Nga phải chạy khỏi vị trí của mình.
Trong đêm 15 tháng 10, Kaiserin và König Albert được gửi đi để tiếp thêm than tại Putzig. Vào ngày 19 tháng 10 có thêm sự tham gia của Friedrich der Grosse trong một thời gian ngắn tại Putzig, vốn tiếp tục đi đến Arensburg cùng với Moltke. Sáng hôm sau, Phó Đô đốc Schmidt ra lệnh giải tán đơn vị đặc biệt hải quân và quay trở về biển Bắc. Trong một thông báo gửi về bộ tư lệnh hải quân, ghi chú rằng Kaiserin và König Albert có thể được cho tách ra ngay lập tức từ Putzig để quay về biển Bắc. Hai con tàu đã đi đến Kiel ngang qua Danzig, nơi chúng băng qua kênh đào Kaiser Wilhelm để quay trở lại biển Bắc.

### Các hoạt động sau cùng
Vào ngày 17 tháng 11 năm 1917, Kaiserin và Kaiser được phân nhiệm vụ hỗ trợ cho Đội tuần tiễu 2 khi chúng tiến hành một chiến dịch quét mìn tại biển Bắc. Một lực lượng Anh đáng kể bao gồm năm tàu chiến-tuần dương cùng nhiều tàu tuần dương hạng nhẹ đã tấn công Đội tuần tiễu 2; nên hai chiếc thiết giáp hạm đã lập tức tiến đến trợ giúp. Trong trận Helgoland Bight thứ hai diễn ra sau đó, Kaiserin bắn một phát trúng đích vào tàu tuần dương hạng nhẹ Calypso. Chúng cũng giao chiến trong một lúc ngắn với tàu chiến-tuần dương Repulse, nhưng cả hai phía đều đã rút lui. Kaiserin đi vào ụ tàu vào ngày 22 tháng 12 để bảo trì, và công việc kéo dài cho đến ngày 5 tháng 2 năm 1918. Nó cũng tham gia cuộc xuất quân đến Na Uy không mang lại kết quả vào ngày 23-25 tháng 4 năm 1918, rồi sau đó tiếp tục nhiệm vụ canh gác tại German Bight. Hải đội Chiến trận 4 tiến hành một đợt thực tập huấn luyện khác tại biển Baltic từ ngày 18 tháng 6 đến ngày 13 tháng 8 và một lượt thực hành vào các ngày 2-28 tháng 10.
Kaiserin cùng bốn chiếc tàu chị em được dự định để tham gia hoạt động cuối cùng của hạm đội vào cuối háng 10 năm 1918, nhiều ngày trước khi Hiệp định Đình chiến với Đức có hiệu lực. Phần lớn Hạm đội Biển khơi sẽ xuất phát từ căn cứ của chúng ở Wilhelmshaven để đối đầu với Hạm đội Grand của Anh; Reinhard Scheer, lúc này là Đại Đô đốc (Großadmiral) của Hạm đội, dự định gây tổn thất cho Hải quân Anh càng nhiều càng tốt nhằm duy trì một vị thế mặc cả tốt cho việc thương lượng hòa bình của Đức bất chấp tổn thất có thể phải chịu đựng. Tuy nhiên, nhiều người trong số những thủy thủ đã mệt mỏi vì chiến tranh cảm thấy chiến dịch này sẽ ngăn trở tiến trình hòa bình và kéo dài thời hạn chiến tranh. Sáng ngày 29 tháng 10 năm 1918, mệnh lệnh được đưa ra để chuẩn bị khởi hành từ Wilhelmshaven vào ngày hôm sau. Bắt đầu từ đêm 29 tháng 10, thủy thủ trên chiếc Thüringen, và sau đó trên nhiều thiết giáp hạm khác, làm binh biến. Sự bất ổn cuối cùng đã buộc Hipper và Scheer phải hủy bỏ chiến dịch. Được thông báo về tình hình, Kaiser phát biểu "Tôi không còn có một lực lượng Hải quân nữa".

### Số phận

Bản đồ vị trí các con tàu bị đánh đắm tại Scapa Flow. Kaiserin được đánh dấu với số 19

Sau khi Đức đầu hàng vào tháng 11 năm 1918, hầu hết tàu chiến của Hạm đội Biển khơi, kể cả Kaiserin, bị lưu giữ tại căn cứ hải quân Anh tại Scapa Flow, dưới quyền chỉ huy của Chuẩn Đô đốc Ludwig von Reuter. Trước khi Hạm đội Đức khởi hành, Đô đốc Adolf von Trotha khẳng định lại với von Reuter chỉ thị không được để cho phe Đồng Minh chiếm các con tàu trong bất kỳ tình huống nào. Hạm đội đã gặp gỡ tàu tuần dương hạng nhẹ Anh Cardiff, vốn đã dẫn đầu các con tàu Đức đi đến điểm gặp gỡ hạm đội Đồng Minh, một lực lượng khổng lồ bao gồm 370 tàu chiến của Anh, Mỹ và Pháp, vốn sẽ hộ tống hạm đội Đức đến Scapa Flow. Khi bị lưu giữ trong suốt thời gian diễn ra các cuộc đàm phán hòa bình, mà sau này cuối cùng sẽ dẫn đến Hòa ước Versailles, các khẩu pháo của chúng bị bất hoạt bằng cách tháo bỏ khóa nòng, và con tàu được bảo trì bởi một thủy thủ đoàn tối thiểu gồm 200 sĩ quan và thủy thủ.
Một bản in của báo The Times cung cấp thông tin cho von Reuter rằng Thỏa thuận Ngừng bắn sẽ hết hiệu lực vào giữa trưa ngày 21 tháng 6 năm 1919, thời hạn cuối cùng mà Đức phải ký vào Hiệp định hòa bình. Đô đốc Von Reuter đưa đến kết luận người Anh sẽ tìm cách chiếm hữu các con tàu Đức sau khi Thỏa thuận Ngừng bắn hết hiệu lực. Không biết rằng thời hạn của thỏa thuận đã được triển hạn đến ngày 23 tháng 6, ông quyết định đánh đắm các con tàu của mình vào cơ hội thuận tiện đầu tiên có được. Sáng ngày 21 tháng 6, Hạm đội Anh rời Scapa Flow tiến hành thực tập huấn luyện; và đến 11 giờ 20 phút Reuter truyền mệnh lệnh này đến các con tàu của mình. Kaiserin chìm lúc 14 giờ 00; nó được cho nổi lên vào ngày 14 tháng 5 năm 1936 rồi được tháo dỡ sau đó tại Rosyth.